# Die großen Vier
Die großen Vier (Originaltitel: The Big Four) ist der siebte Kriminalroman der britischen Autorin Agatha Christie, der auf zwölf zuvor erschienenen Kurzgeschichten beruht. Der Roman erschien zuerst im Vereinigten Königreich bei William Collins & Sons am 27. Januar 1927 und später im selben Jahr in den USA bei Dodd, Mead and Company.
Die deutsche Erstausgabe wurde 1963 im Scherz-Verlag in der Übersetzung von Hans Mehl
veröffentlicht. 2015 wurde eine Neuübersetzung von Giovanni Bandini veröffentlicht bei Atlantik, Hamburg.
Es ermitteln Hercule Poirot, Arthur Hastings und Inspektor (später Chefinspektor) Japp.

## Handlung

### Einführung
Captain Arthur Hastings reist von seiner Wahlheimat Argentinien zu seinem Freund Hercule Poirot nach London, um ihm einen Überraschungsbesuch abzustatten. Dieser will jedoch gerade nach Südamerika abreisen, da er von dem amerikanischen Multimillionär Abe Ryland einen gut bezahlten Auftrag erhalten hat.
Als Poirot Hastings die Umstände seiner Abreise zu erklären versucht, bemerken die beiden einen Eindringling in Poirots Schlafzimmer. Dieser scheint sehr verwirrt zu sein: Er murmelt stets Poirots Namen und Adresse. Ein hinzugerufener Arzt erklärt dem Ermittlerduo, der Mann habe einen Schock erlitten. Als man dem Unbekannten Stift und Papier gibt, schreibt dieser dauernd Vieren auf das Papier, bis Hastings die Verbrecherorganisation „Die großen Vier“ erwähnt, von der Poirot zuvor gesprochen hatte. Daraufhin beginnt der Eindringling, den beiden nähere Auskunft über diese Organisation zu geben, und fällt dann in Ohnmacht.
Poirot und Hastings lassen den Unbekannten in Poirots Wohnung zurück, da Poirot dringend nach Brasilien reisen muss. Poirot entscheidet sich im letzten Moment, doch in England zu bleiben. Er findet den Unbekannten tot in seiner Wohnung auf und vermutet hierbei eine Blausäure-Vergiftung, da diese bis auf einen unangenehmen Geruch keine Spuren hinterlässt. Schon kurze Zeit später erscheint ein angeblicher Arbeiter einer Heilanstalt, der behauptet, der Tote sei ein ausgebrochener Insasse, der sich von chinesischen Geheimorganisationen verfolgt fühle. Es stellt sich jedoch heraus, dass dort kein Insasse ausgebrochen ist. Poirot vermutet hinter dem Mann der Heilanstalt Verbrecher „Nr. 4“, da der Sterbende als Hinweis auf seinen Mörder die Uhr noch auf 4:00 Uhr hatte stellen können. Chiefinspektor Japp kann den Toten später als Geheimagenten identifizieren.

### Die großen Vier
Poirot versucht in diesem Fall anhand der Hinweise zu ermitteln, die der Verstorbene erwähnt hat:
- Nr. 1 ist ein chinesischer Geschäftsmann namens Li Chang Yen. Obgleich er über die Grenzen Chinas hinaus kaum bekannt ist, sind sich Fachkundige sicher, dass er auf der ganzen Welt Revolutionen anzettelt und zu einer großen Bedrohung für die westliche Welt wird.
- Nr. 2 ist als stiller Machtmann im Hintergrund der Organisation bekannt, der die Organisation vor allem mit finanziellen Mitteln unterstützt. Er ist wahrscheinlich amerikanischer Staatsbürger.
- Die Identität von Nr. 3 ist zunächst unbekannt, ebenso seine Rolle in der Organisation. Bekannt ist vorerst nur, dass es sich um eine Frau und Französin handelt.
- Nr. 4 ist die ausführende Hand der Großen Vier. Vermutlich handelt es sich bei ihm um einen Schauspieler, da er Poirot des Öfteren begegnet, ohne dass ihn Poirot oder Hastings am Aussehen als Nr. 4 identifizieren können.

### Die Fälle des Romanes
In Die großen Vier ermittelt Poirot in mehreren Mordfällen, Anschlägen oder anderen Verbrechen, hinter denen er die Großen Vier vermutet. In jeweils einem Fall begegnet er dabei Nr. 3 und Nr. 2, die bei der Aufklärung des Falles noch einen Auftritt haben. In den sonstigen Fällen haben es Poirot/Hastings meist mit Nr. 4 zu tun, der in jedem Fall eine andere Identität annimmt. Nr. 1 wird während des gesamten Romans des Öfteren erwähnt, tritt jedoch niemals auf. Zu Poirots und Hastings Überraschung gehört die ihnen bekannte kriminelle Komtesse Vera Rossakoff ebenfalls der Organisation an und hält sich meist in der Nähe von Nr. 3 auf. Poirot gibt am Ende des Romanes zu, Li Chang Yen und Vera Rossakoff tief zu bewundern, was Hastings sichtlich missfällt.

## Wissenswertes
- Die Person Li Chang Yen wird heute als Parallele zu der fiktiven Figur Dr. Fu Manchu des Schriftstellers Sax Rohmer angesehen.
- Bei der ersten Erwähnung der Großen Vier erinnert Hastings Poirot an den Versailler Vertrag, der von vier Mächten ausgearbeitet wurde. Beachtlich ist dies, da die vier Mächte nur von deutscher Seite aus als Verbrecher bezeichnet wurden.
- Poirot bezeichnet den Fall der Großen Vier am Ende der Geschichte als seinen größten Fall.
- Agatha Christie ist zwar vor allem für ihre Kriminalromane bekannt, doch schrieb sie in ihrer frühen Zeit, gelegentlich auch später noch (Alter schützt vor Scharfsinn nicht), auch Spionageromane und Thriller. Die großen Vier ist in der Hinsicht aber eine Ausnahme, da in den sonstigen Thrillern und Spionageromanen meist jüngere Frauen und Männer die Köpfe der Verbrecherorganisationen jagen. Hier ermittelt jedoch der in die Jahre gekommene Hercule Poirot.
- In der deutschen Übersetzung des Romans sprechen sich Poirot und Hastings mit „Du“ an, in den meisten anderen jedoch mit „Sie“.

## Wichtige englischsprachige und deutschsprachige Ausgaben
- 1926 Erstausgabe UK  William Collins and Sons (London), 27. Januar 1927
- 1926 Erstausgabe USA Dodd Mead and Company (New York), 1927
- 1963 Deutsche Erstausgabe in der Übersetzung von Hans Mehl: Bern; Stuttgart; Wien: Scherz Verlag
- 2015 Neuübersetzung von Giovanni Bandini, Hamburg: Atlantik

### Erste Veröffentlichung der Kurzgeschichten
Alle Kurzgeschichten, aus denen The Big Four zusammengestellt ist, wurden zuerst 1924 im The Sketch Magazine mit dem Untertitel The Man who was No. 4 (Der Mann, der Nr. 4 war) wie folgt (ohne Illustrationen) veröffentlicht:
- The Unexpected Guest (Ein unerwarteter Gast): 2. Januar 1924, Ausgabe 1614. Sie bildet die Grundlage für Kapitel 1 und 2: - The Unexpected Guest / The Man from the Asylum (Ein unerwarteter Gast / Der Mann aus dem Asyl).

- The Adventure of the Dartmoor Bungalow (Das Abenteuer des Dartmoor Bungalow): 9. Januar 1924, Ausgabe 1615. Sie bildet die Grundlage für Kapitel 3 und 4: We hear more about Li Chang Yen / The Importance of a Leg of Mutton (Wir hören mehr über Li Chang Yen / Die Bedeutung der Hammelkeule).

- The Lady on the Stairs (Die Frau auf der Treppe): 16. Januar 1924, Ausgabe 1616.  Sie bildet die Grundlage für Kapitel 5 und 6: Disappearance of a Scientist / The Woman on the Stairs (Das Verschwinden des Wissenschaftlers / Die Frau auf der Treppe).

- The Radium Thieves (Der Raub des Radiums): 23. Januar 1924, Ausgabe 1617. Sie bildet die Grundlage für Kapitel 7 mit demselben Titel.

- In the House of the Enemy (Im Haus des Feindes): 30. Januar 1924, Ausgabe 1618. Sie bildet die Grundlage für Kapitel 8 mit demselben Titel.

- The Yellow Jasmine Mystery (Das Geheimnis des gelben Jasmins): 6. Februar 1924, Ausgabe 1619. Sie bildet die Grundlage für Kapitel 9 und 10: The Yellow Jasmine Mystery / We investigate at Croftlands (Das Geheimnis des gelben Jasmins / Wir ermitteln auf einem kleinen Bauernhof).

- The Chess Problem (Das Schachproblem): 13. Februar 1924, Ausgabe 1620. Sie bildet die Grundlage für Kapitel 11 mit dem leicht veränderten Titel A Chess Problem (Ein Schachproblem).

- The Baited Trap (Eine Falle mit einem Köder): 20. Februar 1924, Ausgabe 1621. Sie bildet die Grundlage für Kapitel 12 und 13: The Baited Trap / A Mouse walks in (Eine Falle mit einem Köder / Die Maus tappt hinein).

- The Adventure of the Peroxide Blond (Das Abenteuer der Wasserstoffblondine): 27. Februar 1924, Ausgabe 1622. Sie bildet die Grundlage für Kapitel 14 mit dem leicht veränderten Titel The Peroxide Blond (Die Wasserstoffblondine).

- The Terrible Catastrophe (Eine schreckliche Katastrophe): 5. März 1924, Ausgabe 1623. Sie bildet die Grundlage für Kapitel 15 mit dem gleichen Titel.

- The Dying Chinaman (Der sterbende Chinese): 12. März 1924, Ausgabe 1624. Sie bildet die Grundlage für Kapitel 16 mit dem gleichen Titel.

- The Crag in the Dolomites (Der Kletterfelsen in den Dolomiten): 19. März 1924, Ausgabe 1625. Sie bildet die Grundlage für Kapitel 17 und 18: Number Four wins the trick / In the Felsenlabyrinth (Nummer Vier gewinnt einen Trick / Im Felsenlabyrinth). Diese Geschichte war auch die letzte Poirot-Geschichte, die Christie für das Sketch Magazine schrieb.

In den USA erschien die Mehrheit der Geschichten im Blue Book Magazine vom März 1927 bis Januar 1928, wobei diese Veröffentlichung sich eher an die Buchform hält als an die ursprünglichen Geschichten.

### Veröffentlichung des Romans
Das Jahr 1926 war ein sehr schwieriges Jahr für Christie. Am Anfang des Jahres starb ihre Mutter, und während sie noch mit der Regelung des Erbes befasst war, verließ ihr Mann sie, nachdem er mit einer Golfpartnerin fremdgegangen war. Da sie dringend Geld benötigte, aber nicht in der Lage war, einen Roman zu schreiben, schlug ihr Schwager Campbell Christie vor, die bereits im Sketch Magazine erschienenen Kurzgeschichten zu einem Roman zusammenzustellen. Er half auch, sie in eine für die Buchveröffentlichung geeignetere Form zu bringen. Seine Hilfe bestand vor allem darin, den Anfang und das Ende der einzelnen Geschichten so zu ändern, dass sie besser in den Fluss des Romans passten. Die Reihenfolge der Geschichten wurde nicht verändert.
1942 bat Christie ihren Agenten, Edmund Cork, ein Manuskript in Reserve zu halten (mit großer Wahrscheinlichkeit Sleeping Murder (Ruhe unsanft)) und stellte in einem Brief an ihn fest: „Ich habe einmal in einer Position, wo ich schreiben wollte, um Geld zu verdienen, gemerkt, dass ich es nicht kann - das ist ein so nervenaufreibendes Spiel. Hätte ich damals nur ein Manuskript im Ärmel gehabt, es hätte einen riesigen Unterschied gemacht. Das war die Zeit, als ich das scheußliche Buch The Big Four produzierte und mich selbst zu The Mystery of the Blue Train (Der blaue Express) zwang.“
Trotzdem wurde der fertige Roman The Big Four zu ihrem bis dahin größten Erfolg, was allgemein mit der großen Diskussion über ihren zuvor veröffentlichten Roman Alibi begründet wurde.

## Widmung
Dies ist das zweite Buch ohne Widmung. Das erste war Poirot Investigates (Poirot rechnet ab). Wie oben beschrieben, entstand dieses Buch in großer materieller und emotionaler Not, so dass Christie, die ihre Romane immer ihr nahestehenden Personen widmete, keine Veranlassung zu solch einer Widmung fand.

## Verfilmungen
Dieser Roman wurde 2013 für die englische Fernsehserie Agatha Christie’s Poirot verfilmt. Die Folge wurde am 23. Oktober 2013 gesendet.

## Hörbücher
Dieser Roman ist einer der wenigen der Autorin, von denen es lange Zeit keine allgemein zugängliche Umsetzung als Hörbuch in deutscher
Sprache gab.
Für blinde und sehbehinderte Menschen gibt es eine Ausgabe als DAISY-Hörbuch, die bei den einzelnen Blindenhörbüchereien ausgeliehen werden kann. Das Hörbuch wurde 2012 von der Deutschen Zentralbücherei für Blinde zu Leipzig produziert. Der Sprecher ist Wolfgang Schilling. Die Spieldauer beträgt 7 Stunden und 35 Minuten.